# Nemacheilus anguilla
Nemacheilus anguilla är en fiskart som beskrevs av Annandale, 1919. Nemacheilus anguilla ingår i släktet Nemacheilus och familjen grönlingsfiskar. IUCN kategoriserar arten globalt som livskraftig. Inga underarter finns listade i Catalogue of Life.